# Charles Spon
Charles Spon, né le 25 décembre 1609 à Lyon où il est mort le 21 février 1684, est un médecin et érudit helléniste français.
Son père était un marchand considérable à Lyon, où son aïeul natif d’Ulm, était venu s’établir d’Allemagne pour le négoce. Lui-même fut envoyé à Ulm à l’âge de onze ans, pour y apprendre le latin et il y fit de très grands progrès. Il avait tant de talent pour la poésie latine que dès 1624, âge de quinze ans, il réussissait admirablement à faire toutes sortes de vers latins.
À son retour d’Allemagne, il fut envoyé à Paris, où il poursuivit ses études. Il étudia deux ans la philosophie avec David de Rodon, avant de s’appliquer à la médecine pendant trois ou quatre ans. Il apprit aussi les mathématiques et l’astronomie sous Jean-Baptiste Morin.
Ayant quitté Paris en 1632, il s’en alla à Montpellier, où il se fit recevoir docteur la même année. Il fut agrégé au collège de médecine de Lyon le 7 août 1635. Pour satisfaire à la coutume du Collège de Lyon, qui veut que les aspirants fassent quelques années de pratique hors de la Ville, il pratiqua deux ans à Pont-de-Veyle avant de revenir à Lyon il pratiqua la médecine avec beaucoup de succès jusqu’à sa mort.
En 1645, Cousinot, médecin du roi, lui procura des lettres de médecin du roi par quartier, mais celles-ci ne furent pour lui qu’un titre honoraire, auquel il fut moins sensible qu’aux communications qu’il entretenait régulièrement avec plusieurs savants européens. Il était réputé pour être d’une humeur fort douce, sans ambition, parlant peu et n’aimant que son cabinet. Il parlait parfaitement le grec et il parlait l’allemand aussi bien que sa langue maternelle. Ayant toujours cultivé la poésie latine, il mit en vers les Aphorismes d’Hippocrate en 1636, mais parce comme d’autres auteurs en avaient fait autant, il ne voulut pas publier les siens. On lui doit aussi une Mythologie en Vers Latins qu’il n’a pas publiée. II a contribué à l’impression de plusieurs ouvrages et il en paraissait peu à Lyon, qu’il n’ait pris soin de revoir. C’est lui qui a donné au public les Lettres de Senner. Il fit aussi imprimer, en 1661, les Prognostiques d’Hippocrate en vers héroïques, qu’il intitula Sibylla Medica et qu’il dédia à son ancien ami Guy Patin, ainsi que les œuvres « complètes » (Opera omnia) de Jérôme Cardan, en 10 volumes (Lyon, 1663), édition en réalité incomplète et assez négligée.
Outre ses ouvrages littéraires, il a publié un Appendice Chimique à la pratique de Pereda, et la Phamacorpée de Lyon à laquelle le Collège l’avait chargé de travailler.
Son Éloge a été publié dans la République des Lettres de juillet 1614. Il était le père du célèbre érudit Jacob Spon, père de l’épigraphie.

## Sources
- Jean-Pierre Niceron, Mémoires pour servir à l’histoire des hommes illustres dans la république des lettres, Paris, Briasson, 1727, p. 297-9.